# یواس‌ان‌اس گوادالوپه (تی-ای‌او-۲۰۰)
یواس‌ان‌اس گوادالوپه (تی-ای‌او-۲۰۰) (به انگلیسی: USNS Guadalupe (T-AO-200)) یک کشتی است که طول آن ۶۷۷ فوت (۲۰۶ متر) می‌باشد. این کشتی در سال ۱۹۹۱ ساخته شد.